# Scapeuseboides
Scapeuseboides is een kevergeslacht uit de familie van de boktorren (Cerambycidae). De wetenschappelijke naam van het geslacht werd voor het eerst geldig gepubliceerd in 1958 door Breuning.

## Soorten
Scapeuseboides is monotypisch en omvat slechts de volgende soort:
- Scapeuseboides bicolor Breuning, 1958